# Католичке Чаире
Католичке Чаире (до 1991. године Кутинске Чаире) су насељено место у саставу Града Кутине, у Мославини, Хрватска.

## Становништво
На попису становништва 2011. године, Католичке Чаире су имале 232 становника.

## Попис1991.
На попису становништва 1991. године, насељено место Кутинске Чаире је имало 268 становника, следећег националног састава:
| Попис 1991.‍ | Попис 1991.‍ | Попис 1991.‍ | Попис 1991.‍ | Попис 1991.‍ |
| ----------- | ----------- | ----------- | ----------- | ----------- |
|             |             |             |             |             |
| Хрвати      | Хрвати      |             | 257         | 95,89%      |
| Срби        | Срби        |             | 4           | 1,49%       |
| Југословени | Југословени |             | 2           | 0,74%       |
| Мађари      | Мађари      |             | 1           | 0,37%       |
| Чеси        | Чеси        |             | 1           | 0,37%       |
| непознато   | непознато   |             | 3           | 1,11%       |
| укупно: 268 |             |             |             |             |